# John Flaxman
John Flaxman (York, 6 de julho de 1755 – Londres, 7 de dezembro de 1826) foi um escultor, ilustrador, professor, ensaísta e desenhista do Neoclassicismo da Inglaterra.
Seu pai, de nome também John, era um escultor. Quando criança teve uma saúde delicada e pouca educação, sendo largamente um autodidata. Os clientes de seu pai tinham simpatia pelo menino, e lhe deram ajuda com livros, conselhos e mais tarde com encomendas. Entre seus admiradores estavam George Romney e Mr. Mathew, em cuja casa entrou em contato com a intelectualidade londrina, incluindo William Blake e Thomas Stothard, que se tornaram seus amigos íntimos. Com 12 anos ganhou o prêmio da Society of Arts por um medalhão esculpido, pasando a expor seus trabalhos ao público. Com 15 anos um segundo prêmio lhe abriu as portas da Royal Academy. Iniciando lá seus estudos avançados, logo ganhou uma medalha de prata. Nestes anos também tentou a pintura.
Aos 19 anos foi empregado por Josiah Wedgwood como modelador de frisos, relevos, vasos e medalhões clássicos, gêneros onde conquistou sua fama, executando também alguns bustos e monumentos fúnebres. Casou-se em 1782 com Anne Denman, que se tornou uma valiosa assistente em seu trabalho. Em 1778 viajou para Roma, retornando em 1794 como um artista admirado por Canova, Fuseli e Schlegel, continuando a produzir para os salões da Academia inglesa e para encomendas privadas importantes.
Em 1800 tornou-se membro pleno da Royal Academy, e em seguida assumiu uma cátedra de escultura especialmente criada para ele. Foi professor respeitado e seus ensinamentos foram impressos várias vezes. Também escreveu vários artigos sobre arte e arqueologia e produziu ilustrações para poemas de Milton, Homero, Hesíodo e autores chineses. Faleceu considerado um amigo dedicado, um homem amável, honrado e modesto, e um artista genial.